# کلیسای محلی

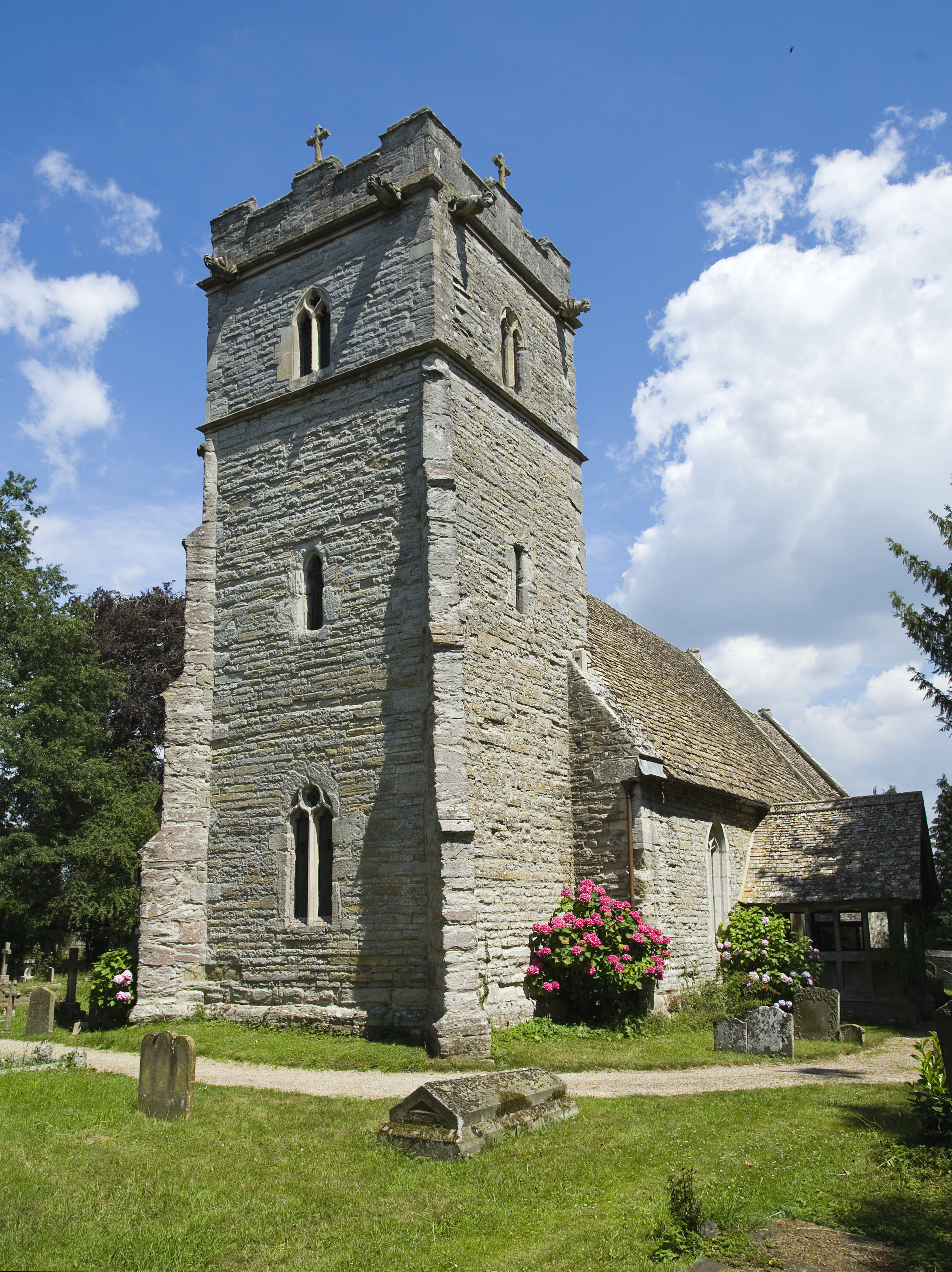
کلیسلی محلی سنت مِری در هسفیلد انگلستان

کلیسای محلی مرکزی مذهبی در یک محله یا منطقه جهت فعالیت‌های اجتماعی، رویدادهای مذهبی یا غیرمذهبی است.

## نگارخانه

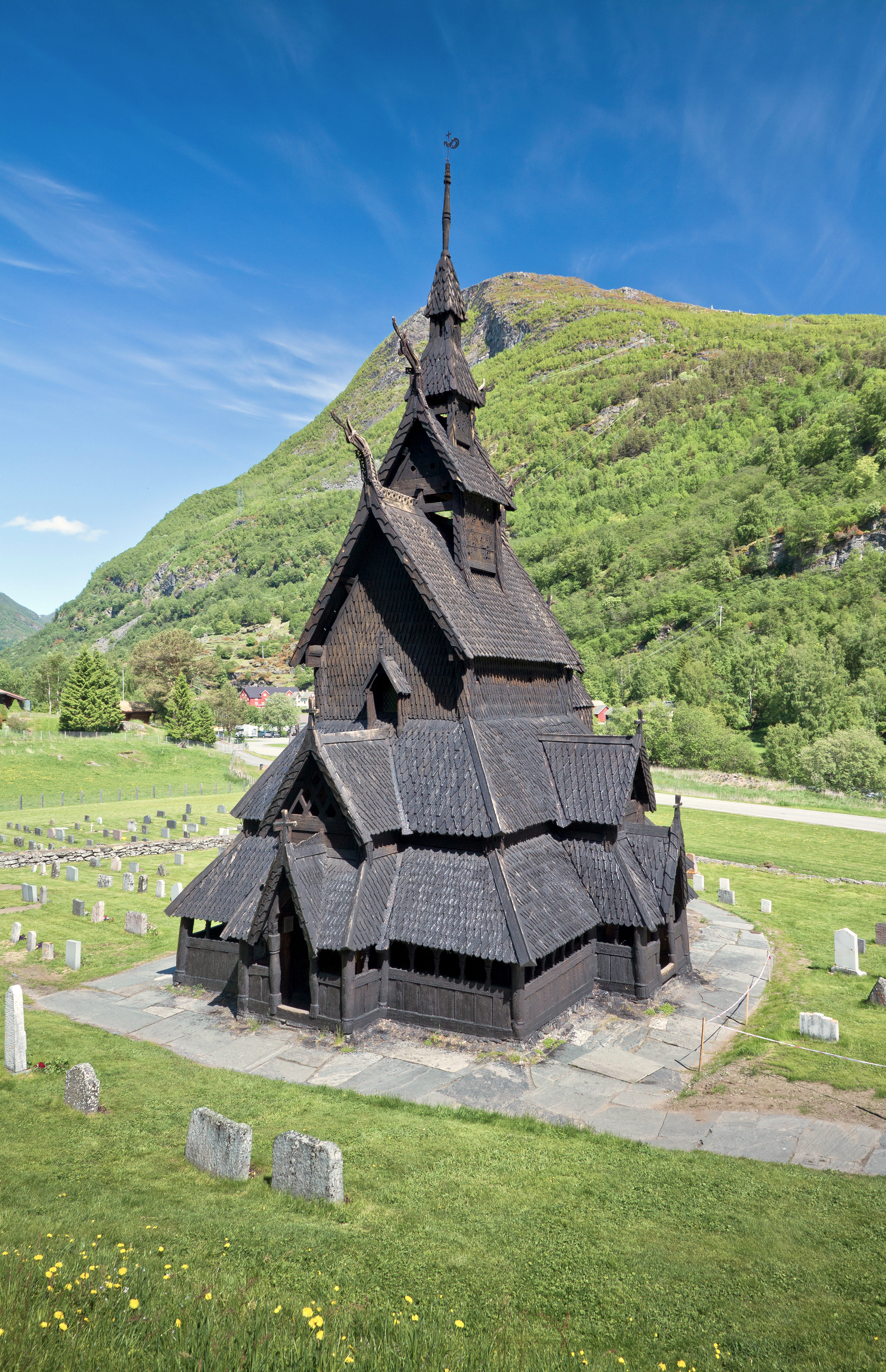
کلیسای بورگاند استیو کلیسای محلی سابق (اکنون موزه) در نروژ در لردال در شهرستان وستلند، نروژ ساخت ۱۲۰۰.
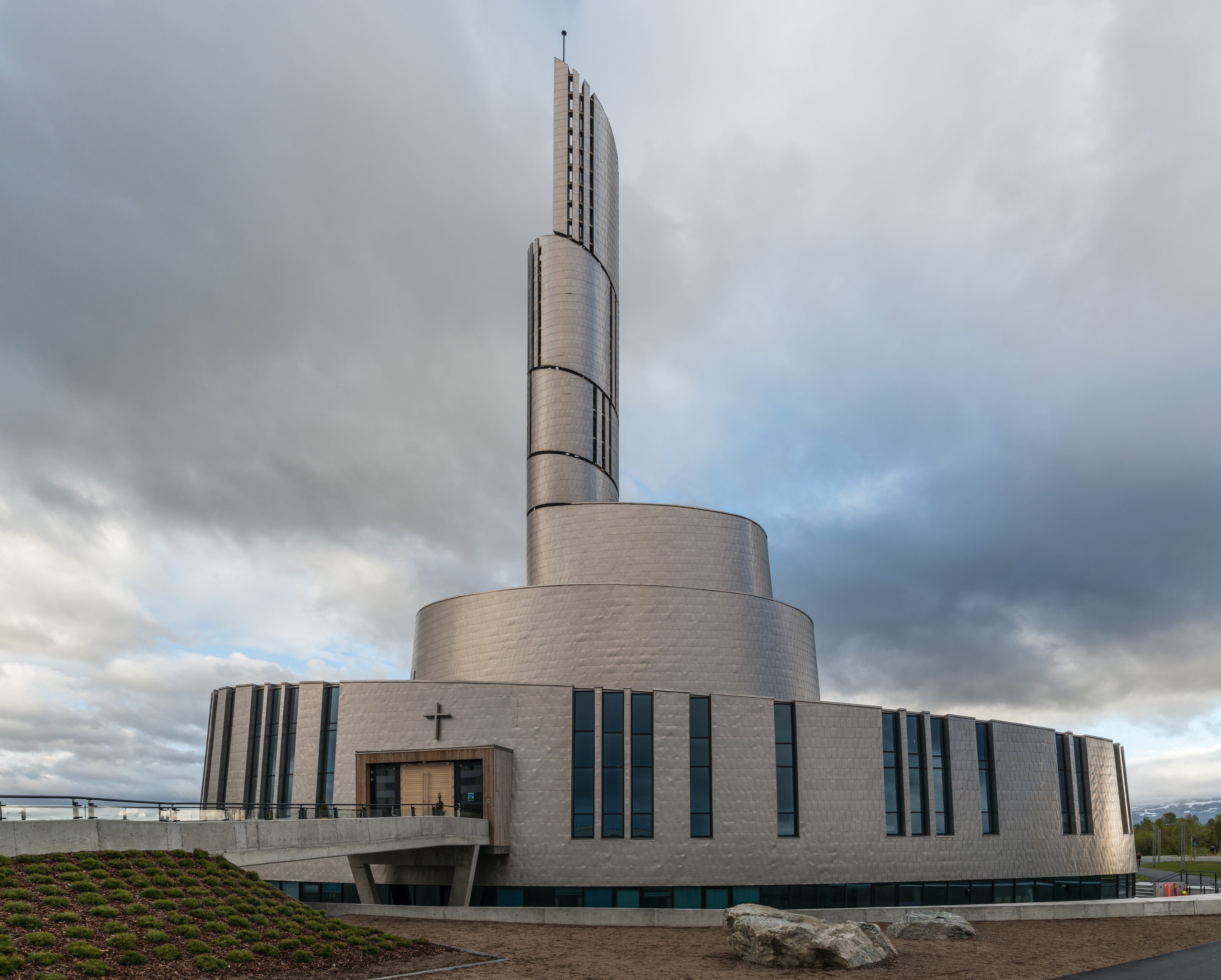
کلیسای جامع شفق شمالی در شهرستان ترومس اوگ فینمارک و در آلتا نروژ ساخت ۲۰۱۳.